# José Braulio del Camporredondo
José Braulio de Camporredondo Cisneros (*Chachapoyas, 1783 - † Lima, 16 de marzo de 1837) fue un  político, teólogo y conocedor de leyes peruano. Destacó en la política parlamentaria de los inicios de la República del Perú. Fue diputado en los primeros congresos constituyentes, luego senador y vicepresidente de su Cámara, llegando a ser presidente interino de la misma durante un mes en 1832. Luego le correspondió asumir el Poder Ejecutivo, al encargarse interinamente de la presidencia de la República del 30 de julio al 22 de noviembre de 1833, bajo el primer gobierno de Agustín Gamarra. Fue también Ministro de Hacienda en 1835.  Su mayor logró como parlamentario fue la creación del Departamento de Amazonas, por ley promulgada por Gamarra el 21 de noviembre de 1832.

## Biografía
Sus padres fueron Manuel de Camporredondo y Francisca Cisneros Villavicencio. Inició sus estudios bajo la orientación paterna y en plena mocedad entró al servicio de la Real Hacienda para vigilar el contrabando de tabaco. Pronto requirió la autorización familiar para buscar su perfeccionamiento intelectual a través la profesión religiosa. Se trasladó entonces a Trujillo, donde ingresó al Seminario de San Carlos y San Marcelo, en cuyas aulas completó sus conocimientos de Latinidad y cursó Teología Moral. Ya en trance de ordenación, el obispo José Carrión y Marfil consideró insuficiente su vocación. Pasó a Lima, donde obtuvo una modesta plaza en el Tribunal Mayor y Real Audiencia de Cuentas, y gracias su disciplina fue promovido a la categoría de oficial en las postrimerías de la dominación española. 
Suscribió el acta de declaración de la Independencia del Perú el 15 de julio de 1821, que el pueblo de Lima aprobó en sesión de cabildo abierto. Tuvo que emigrar a Trujillo cuando el presidente José de la Riva Agüero estableció la administración en dicha ciudad en junio de 1823, pero retornó a Lima en cuanto aquel se rebeló contra el Congreso. En cumplimiento de expresas instrucciones del Libertador Simón Bolívar permaneció en la capital cuando la ocuparon los realistas en febrero de 1824 y precavidamente transmitió informaciones sobre los movimientos y pertrechos de sus unidades, para facilitar las operaciones de las guerrillas patriotas. 
Afianzada la Independencia, fue nombrado tesorero de la aduana; citado como testigo en el proceso seguido contra el general Juan de Berindoaga, conde de San Donás, le atribuyó participación en el llamamiento hecho desde Lima a los realistas, y en cierta manera determinó la sentencia condenatoria. 
Como representante de la entonces provincia liberteña de Chachapoyas, fue uno de los sesenta y cinco diputados electos en 1825 por la Corte Suprema y convocados para aprobar la Constitución Vitalicia del dictador Simón Bolívar. Sin embargo, a pesar de que dicho congreso estuvo convocado, el mismo decidió no asumir ningún tipo de atribuciones y no llegó a entrar en funciones.
Luego fue elegido diputado por Chachapoyas en 1827, integró la comisión permanente que durante el receso debía absolver las consultas del Poder Ejecutivo y, de acuerdo con la Constitución de 1828, pasó ser senador por el departamento de La Libertad (1829-1833), durante el primer gobierno de Agustín Gamarra. En 1829 ocupó también el cargo de diputado por la entonces provincia liberteña de Chachapoyas. Su gestión legislativa fue activa y ajustada a la ley, y al terminar la legislatura de 1829 se le incluyó entre los diez senadores que debían formar el Consejo de Estado, sucedáneo de la comisión permanente del Congreso. Su atención estuvo siempre orientada hacia lo administrativo, lo regional, logrando la creación del departamento de Amazonas (por ley del 21 de noviembre de 1832) y la traslación de la sede del obispado de Maynas a la ciudad de Chachapoyas. La ley que creaba el departamento de Amazonas contenía una serie de normas para promover su desarrollo económico, incluyendo exoneraciones de derechos en su comercio con Ecuador y Brasil. De acuerdo con dicha ley, quedaban bajo la jurisdicción de Amazonas las regiones de Pataz, Chachapoyas y Maynas.
Camporredondo fue elegido vicepresidente de su cámara en 1832 y pasó a ejercer su presidencia cuando el titular, Manuel Tellería Vicuña, debió asumir interinamente el ejercicio del Poder Ejecutivo. Fue nuevamente designado para integrar el Consejo de Estado, siendo elegido como vicepresidente del mismo.Fue elegido por la aún provincia liberteña de Chachapoyas como miembro de la Convención Nacional de 1833 que expidió la Constitución Política de la República Peruana de 1834, la cuarta de la historia del país.
Cuando el presidente Gamarra tuvo que ausentarse de Lima a consecuencia de un motín que estalló en Ayacucho, Camporredondo fue llamado a ejercer el Poder Ejecutivo como Encargado del mando, debido a la ausencia del vicepresidente de la República y del presidente del Senado. En tal alto cargo estuvo del 30 de julio al 22 de noviembre de 1833. Llevó al gobierno una concepción principista de la libertad, pero debió inspirarse en la proyección imperativa de la ley, por lo que sus amigos liberales juzgaron que se había doblegado ante la seducción del poder. Como no tuvo la suficiente habilidad para capear los conflictos políticos del momento ni demostró refinamiento o persuasión, lo llamaron José Barullo. Él mismo solicitó al presidente Gamarra que retomase el mando, tras lo cual volvió a la tesorería de la aduana. 
Tiempo después fue requerido por el jefe supremo Felipe Santiago Salaverry para asumir como Ministro de Hacienda, cargo que ejerció del 16 de junio al 13 de octubre de 1835. Implicado en una presunta conspiración, fue desterrado a Guayaquil. Regresó con la salud quebrantada y murió en Lima, el 16 de marzo de 1837.